# Odontocera flavirostris
Odontocera flavirostris är en skalbaggsart som beskrevs av Julius Melzer 1930. Odontocera flavirostris ingår i släktet Odontocera och familjen långhorningar. Inga underarter finns listade i Catalogue of Life.